# Ljudmila Alexandrowna Awerko-Antonowitsch
Ljudmila Alexandrowna Awerko-Antonowitsch (russisch Людмила Александровна Аверко-Антонович; * 17. Dezember 1936 in Lugansk) ist eine sowjetische bzw. russische Chemieingenieurin.

## Leben
Awerko studierte am Kasaner Institut für Chemieingenieurwesen mit Abschluss 1959 und arbeitete dann dort bis 1993. Sie wurde 1978 zur Doktorin der technischen Wissenschaften promoviert und 1980 zur Professorin ernannt.
Die Physik und Chemie der hochmolekularen Verbindungen waren Gegenstand der Veröffentlichungen Awerkos. Ihr Forschungsschwerpunkt wurden die Polysulfid-Oligomere, insbesondere flüssige Kohlenstoffdisulfide. Sie synthetisierte neue Arten von copolymeren Kohlenstoffdisulfiden und schlug entsprechende Materialentwicklungen vor, von denen eine eine wichtige Anwendung fand.
Die unter Awerkos Leitung entwickelten Dichtstoffe für Anwendungen im Hochbau wurden erstmals beim Plattenbau und beim Bau des Kasaner Staatlichen Zirkus eingesetzt. Entwickelt wurden neuartige Materialien durch die katalytische Vernetzung bei niedrigen Temperaturen von Oligomeren unterschiedlicher chemischer Natur, darunter industrielle Thiourethane und Thioether.
Awerko ist mit Juri Olegowitsch Awerko-Antonowitsch verheiratet. Ihre Tochter ist die Chemieingenieurin Irina Awerko-Antonowitsch (1960–2006).

## Ehrungen, Preise
- Verdiente Wissenschaftlerin und Technikerin der Tatarischen ASSR (1987)
- Ehrenzeichen der Sowjetunion[2]
- Medaillen